# Mieszkowo (województwo lubuskie)
Mieszkowo (niem. Mühldorf) – wieś w Polsce położona w województwie lubuskim, w powiecie zielonogórskim, w gminie Trzebiechów.
W latach 1975–1998 miejscowość administracyjnie należała do województwa zielonogórskiego.